# Orli (Středozem)
Orli jsou jednou z ras fantasy světa J. R. R. Tolkiena. Sloužili nejmocnějšímu z Valar Manwëmu a byli obdarováni řečí a obrovským vzrůstem. Nejznámějším orlem prvního věku byl Král orlů Thorondor, který pomohl mnoha beleriandským hrdinům. Ve třetím věku nejvíce proslul Thorondorův potomek Gwaihir, který několikrát pomohl čaroději Gandalfovi.
Orlové častokrát zásadním způsobem zasáhli do dějů Tolkienových děl Hobit aneb Cesta tam a zase zpátky, Pán prstenů, Silmarillion či Nedokončené příběhy Númenoru a Středozemě. 

## Vzhled a charakteristika
Velcí orlové přišli na svět krátce po zrození elfů. Jednalo se o množství menších duchů, kteří vstoupili mezi kelvar - živá zvířata. Orli se stali Manwëho služebníky a posly. Jednalo se o největší plemeno ze všech ptáků obdařené obrovským vzrůstem a vynikajícím zrakem. Velcí orli byli Tolkienem popisováni jako hrdí, silní a ušlechtilí tvorové. Měli též dar řeči. Svá hnízda si stavěli na nepřístupných štítech vysokých hor. 
V historii Ardy orli mnohokrát přispěchali Ilúvatarovým dětem na pomoc. Naopak nenáviděli skřety, kterým často kazili jejich špatnosti. Časem se však začali bát i lidí, kteří na orly často kradoucí jejich ovce stříleli z luků.

## Známí orli

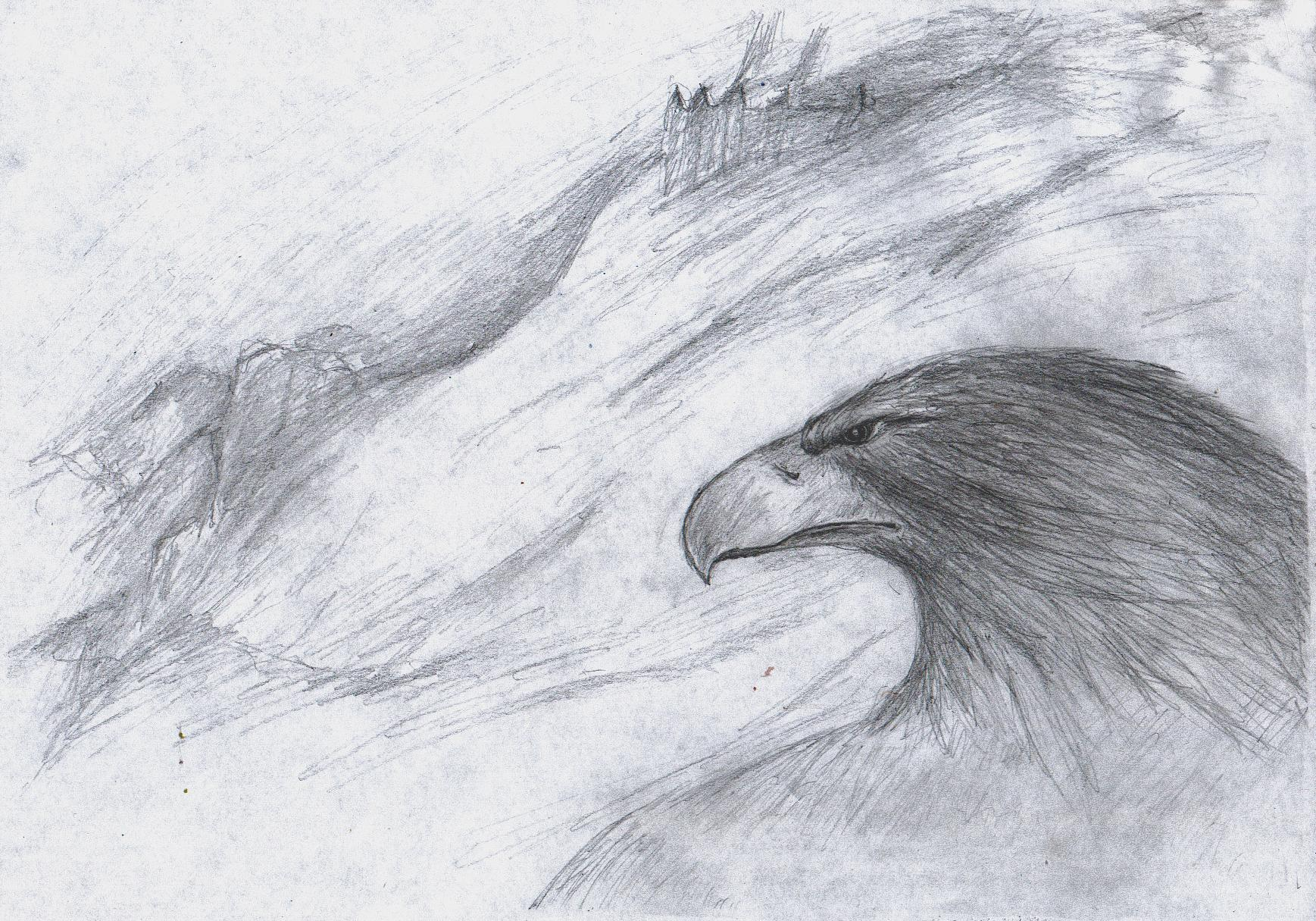
Ilustrace Gwaihira, pána orlů z konce třetího věku

### Gwaihir
Gwaihir, známý jako Pán větru, byl nejrychlejším z velkých orlů na konci třetího věku. Byl potomkem velkého Thorondora patřil mezi přátele čaroděje Radagasta, který jej poslal na pomoc Sarumanem uvězněnému Gandalfovi. Orel odnesl Gandalfa ze zajetí v Železném pasu do země Rohan, kde čaroděj získal koně Stínovlase.
Podruhé pomohl Gwaihir Gandalfovi po jeho souboji s balrogem, kdy smrtelně vyčerpaný čaroděj ležel na vrcholku Durinovy věže. Gwaihir tehdy Gandalfa odnesl z vrcholku Zirakzigilu do Lothlórienu.
Gwaihir se svým bratrem Landrovalem a dalšími orly přilétli pomoci vojskům Svobodných národů do bitvy u Morannonu. Po pádu Saurona odnesl Gwaihir doprovázen Landrovalem a rychlým Meneldorem čaroděje Gandalfa k hroutící se Hoře osudu. Zde orli z ohňů bořící se hory vynesli hobity Froda a Sama.

### Landroval
Landroval byl největším z orlů žijících ve třetím věku na severu Středozemě. Patřil mezi Thorondorovi potomky a byl Gwaihirovým bratrem. Spolu s Gwaihirem přiletěl do rozhodujícího bitvy před Černou bránou. Po zkáze prstenu doprovázel Landroval s Meneldorem Gwaihira nesoucího Gandalfa k Hoře osudu, kde zachránili hobity Froda a Sama.

### Meneldor
Meneldor byl jedním z orlů žijících na konci třetího věku na severu Středozemě. Veden Gwaihirem přiletěl Meneldor do bitvy u Morannonu. Po zničení Sauronova prstenu byl mladý Meneldor vybrán, aby spolu s Gwaihirem a Landrovalem letěl k Hoře osudu zachránit hobity Froda a Sama.

### Pán orlů
Pán orlů nazývaný též Velký orel byl vůdcem orlů žijících ve třetím věku na východním úbočí Mlžných hor. Spolu se svými služebníky zachránil před skřety a vrrky výpravu trpaslíka Thorina Pavézy, které se účastnil i hobit Bilbo Pytlík. Byl rovněž přítelem čaroděje Gandalfa, který jej vyléčil po zásahu šípem.
Do bitvy pěti armád přiletěl Pán orlů s velkým počtem svých vazalů. Díky pomoci jeho orlů pak elfové, lidé a trpaslíci přemohli vojsko skřetů a vrrků. Po vítězné bitvě byl Velký orel korunován trpasličím králem Dainem zlatou korunou, načež si oba vládci odpřisáhli věčné přátelství.

### Thorondor
Thorondor, známý jako Král orlů, byl nejslavnějším orlem prvního věku. S rozpětím křídel měřícím na třicet sáhů byl nejmohutnějším ptákem, jaký kdy žil. Poprvé zasáhnul do dějů ve Středozemi po Morgothově únosu Maedhrose. Thorondor tehdy pomohl mladému Fingonovi vysvobodit svého přítele, který byl za zápěstí přikován na štítech Thangorodrim.
Po Dagor Bragollachu pak Thorondor zachránil tělo krále Fingolfina, který padl v souboji se samotným Morgothem. Orel odnesl Fingolfinovo tělo jeho synovi Turgonovi do skrytého Gondolinu. Thorondor se svými orly nejčastěji hnízdil na štítech Crissaegrim, odkud bránil Turgonovo skryté město. Sám Thorondor několikrát zachránil hrdiny prvního věku. Pomohl kupříkladu bratrům Húrinovi s Huorem nebo Berenovi a Lúthien.
Po vyzrazení a přepadení Gondolinu bránil Thorondor a jeho orli prchající přeživší. Z hořícího města se díky orlům podařilo utéci i Tuorovi a Idril.